# Kareena Lee
Kareena Lee (ur. 16 grudnia 1993) – australijska pływaczka długodystansowa, brązowa medalistka igrzysk olimpijskich.

## Kariera
W 2015 roku na mistrzostwach świata w Kazaniu zajęła 20. miejsce na dystansie 10 km na otwartym akwenie.
Dwa lata później podczas mistrzostw globu w Budapeszcie w konkurencji 5 km na otwartym akwenie była dziesiąta. Na dwukrotnie dłuższym dystansie uplasowała się na 19. pozycji.
Na mistrzostwach Pacyfiku w Tokio w 2018 roku zdobyła srebrny medal na 10 km na otwartym akwenie. W konkurencji 1500 m stylem dowolnym była czwarta z czasem 16:03,26.
Podczas mistrzostw świata w Gwangju zajęła siódme miejsce na dystansie 10 km na otwartym akwenie.
W 2021 roku na igrzyskach olimpijskich w Tokio zdobyła brązowy medal w konkurencji 10 km na otwartym akwenie, uzyskawszy czas 1:59:32,5.